# 東藤なな子
東藤 なな子（とうどう ななこ、2000年11月29日 - ）は、北海道札幌市出身の女子バスケットボール選手である。ポジションはF。バスケットボール女子日本リーグのトヨタ紡織サンシャインラビッツ所属。

## 来歴・人物
元バレーボール選手の父と、元バドミントン選手の母との間に生まれ、小学校4年で新川中央少年団でミニバスケットを始める。札幌市立新川中学校の時には全国大会ベスト16まで進んだことがある。
札幌山の手高校でインターハイベスト16、ウィンターカップベスト8。U18日本代表に選ばれU18アジア選手権準優勝。
2019年1月、アーリーエントリーでトヨタ紡織サンシャインラビッツに入団。
2020年1月、女子日本代表候補に初選出される。
2019-20シーズンのWリーグ新人王に選出される。
2021年、チーム内最年少選手として東京オリンピック日本女子代表に抜擢選出され、予選リーグのフランス戦でA代表公式戦デビューした。日本代表ヘッドコーチのトム・ホーバスは東藤について、体が強い特別なディフェンダーでドライブからのキックアウトパスやファウルをもらうプレーができると評している

## 経歴
- 札幌山の手高 - トヨタ紡織（2019年〜）

## 日本代表歴
- 2018 U18アジア選手権準優勝
- 2019 U19ワールドカップベスト8[10]
- 2021 東京オリンピック準優勝
- 2021 FIBAアジアカップ優勝
- 2023 FIBAアジアカップ準優勝